# Hadena consparcatoides
Hadena consparcatoides is een vlinder uit de familie uilen (Noctuidae). De wetenschappelijke naam is voor het eerst geldig gepubliceerd in 1928 door Schawerda.
De soort komt voor in Europa.